# Homer ve službě
Homer ve službě (v anglickém originále Homer the Smithers) je 17. díl 7. řady (celkem 145.) amerického animovaného seriálu Simpsonovi. Scénář napsal John Swartzwelder a díl režíroval Steven Dean Moore. V USA měl premiéru dne 25. února 1996 na stanici Fox Broadcasting Company a v Česku byl poprvé vysílán 6. ledna 1998 na stanici ČT2.

## Děj
Když končí noc zaměstnanců na springfieldských závodech, Smithers nedokáže ochránit pana Burnse před obtěžováním opilým Lennym. Druhý den se to Smithers pokusí napravit, ale opět své povinnosti nezvládne. Když se pokusí utopit v dávkovači pitné vody, Burns požaduje, aby si vzal dovolenou, jakmile se najde vhodná náhrada. Smithers hledá náhradu, která ho nezastíní, začne prohledávat databázi zaměstnanců elektrárny – s klíčovými slovy jako „líný, neschopný, atd.“ – a nakonec jako jistou volbu vybere Homera. 
Homerovi pan Burns začne nadávat, že není schopen plnit žádnou ze svých povinností k Burnsově spokojenosti. Brzy je vyčerpaný poté, co vstává v půl páté, aby připravil Burnsovi snídani, celý den mu asistoval v kanceláři a pozdě v noci v jeho sídle uspokojoval každý jeho rozmar. Poté, co Homer několik dní snáší Burnsovy neustálé nadávky, ztratí nervy a úderem pěstí ho přivede do bezvědomí. V obavě, že svého šéfa zabil, Homer v panice prchá do svého domu. Na Margino naléhání se vrátí do továrny, aby se omluvil, ale vyděšený Burns ho odmítne. Když nemá nikoho, kdo by mu pomohl, naučí se Burns dělat věci sám a brzy se stane zcela soběstačným. Poté, co poděkuje Homerovi za svou nezávislost, Burns vyhodí vracejícího se Smitherse. 
Smithers si nemůže najít jinou práci, a tak požádá Homera o pomoc při přípravě plánu, jak získat svou práci zpět: plánuje zachránit Burnse před telefonátem od jeho protivné, jedovaté matky, což je jediný úkol, který stále nedokáže zvládnout sám. Homer omylem odpojí Burnsovu matku a snaží se napodobit její hlas. Je přistižen Burnsem, který jemu i Smithersovi vynadá. Rozzuřený Smithers napadne Homera v Burnsově kanceláři. Během potyčky je Burns nešťastnou náhodou shozen z okna ve třetím patře a vážně zraněn, což ho donutí znovu se zcela spolehnout na Smitherse. Smithers z vděčnosti pošle Homerovi koš ovoce s děkovným dopisem a situace okolo vztahu Burnse a Smitherse se vrátí do starých kolejí.

## Produkce
Autorem epizody je John Swartzwelder, který dostal příběh od dalšího člena scenáristického týmu, Mikea Scullyho. Když showrunneři této řady, Bill Oakley a Josh Weinstein, převzali práci po Davidu Mirkinovi, chtěli seriál „vrátit zpět“ k rodině Simpsonových. Jejich cílem bylo mít alespoň patnáct dílů za řadu, které by se točily kolem rodiny nebo některého jejího člena, ale chtěli ještě natočit každoroční halloweenskou epizodu, epizodu o Leváku Bobovi, epizodu o Itchym a Scratchym a epizodu „ohýbající formát“, kterou v této řadě bylo Dvaadvacet krátkých filmů o Springfieldu. Chtěli, aby rodinné díly byly realistické, a Oakley si myslel, že Homer ve službě je dobrým příkladem. Když Scully tento nápad přednesl scenáristům, Oakleyho překvapilo, že to v seriálu neudělali už dříve. Myslel si, že příběh zní jako něco, co by se dalo udělat do třetí řady, protože je jednoduchý.
Weinstein řekl, že tato epizoda byla pro něj, Oakleyho a Swartzweldera příležitostí „vyblbnout se s burnsismem“. Řekl, že je baví psát pro postavy, jako jsou Burns a Abe Simpsons, kvůli jejich „zastaralosti“ a protože mohou používat tezaury pro vyhledávání „slangu starých časů“. Burns například odpovídá na telefonní hovory slovy „Ahoy, hoy!“, což navrhl Alexander Graham Bell jako správnou telefonní odpověď v době, kdy byl telefon poprvé vynalezen. Burnsova kuchyně je plná „bláznivých starodávných“ přístrojů a zařízení. Pro inspiraci Weinstein přinesl „hromadu“ starých knih s návrhy starých kuchyňských přístrojů. Oakley poznamenal, že vycpaný lední medvěd vždycky ležel v Burnsově kanceláři a oni byli nadšení, že pro něj „konečně“ mají využití.
Matt Groening si u této epizody všiml náročnosti mixování zvuku, jehož výsledky ovlivnily budoucí epizody seriálu i další Groeningův seriál Futurama. Když se animace k epizodě vrátila, produkčnímu štábu připadala scéna, v níž Homer bojuje se Smithersem, „děsivá“, protože zvuky námahy postav působily příliš násilně. Po experimentování se zvukem se jim nakonec podařilo scénu udělat humornou tím, že v ní ponechali pouze zvuky agónie postav.

## Kulturní odkazy
Když Homer vstane brzy, aby připravil panu Burnsovi snídani, probudí Marge v posteli. Ta říká: „Homie, je půl páté ráno. Malé uličníky dávají až v šest.“. Odkazuje tím na sérii krátkých komediálních filmů Malí uličníci ze 30. let 20. století. Smithers používá počítač Macintosh s operačním systémem MacOS, aby za sebe našel náhradu. Na konci epizody leží Burns v posteli v sádře, hlasitě žvýká a přerušuje řeč, aby ho Smithers mohl krmit lžící, podobně jako ve filmu Mechanický pomeranč, kdy je Alex upoutaný na lůžko krmen lžící steakem. Způsob, jakým se Burns zraní, je také podobný jako u Alexe: oba potenciálně ohrožují jeho život pádem.

## Přijetí
V původním vysílání se díl umístil na 60. místě ve sledovanosti v týdnu od 19. do 25. února 1996 s ratingem 8,8. Epizoda byla pátým nejlépe hodnoceným pořadem na stanici Fox v daném týdnu, po seriálech Akta X, Beverly Hills 90210, Melrose Place a Ženatý se závazky.
Po odvysílání epizoda získala od televizních kritiků převážně pozitivní hodnocení. 
Dave Foster z DVD Times řekl, že díl ukazuje, „jak moc je pan Burns závislý na Smithersovi“. Dodal, že inscenace a animace scény, v níž se Homer snaží Burnsovi omluvit, „se vám vryje do paměti stejným způsobem jako některé z nejlepších dialogů seriálu“.
Colinu Jacobsonovi z DVD Movie Guide se epizoda líbila a poznamenal, že „jakékoli pochybnosti o Smithersově sexualitě nebudou trvat dlouho, až uvidíme jeho dovolenou“. Jacobson by rád viděl více scén ze Smithersovy dovolené, ale i tak podle něj epizoda nabídla „pěknou expozici“ postavy. Dodal: „Je zábavné vidět více o jeho rozmazlování Burnse a je zábavné sledovat, jak ho Homer střídá“.
Jennifer Malkowski z DVD Verdictu považovala za nejlepší část dílu scény se Smithersem na dovolené. V závěru své recenze udělila epizodě hodnocení A−.
Autoři knihy I Can't Believe It's a Bigger and Better Updated Unofficial Simpsons Guide, Warren Martyn a Adrian Wood, díl označili za „velmi dobrou epizodu, a to neobvykle přímočarou na tuto surrealistickou řadu“.